# 李允 (唐朝)
李允（9世纪？—897年），唐朝宗室，唐末丹王，唐代宗第五子丹王李逾的后裔。
唐昭宗以藩臣跋扈、天子孤弱，商议以宗室掌管禁兵。伐李茂贞时，乃用嗣丹王李允为京西招讨使，神策诸都指挥使李鐬为副，发五十四军屯守兴平，不久兵自溃。乾宁二年（895年）王行瑜、李茂贞进犯长安，嗣延王李戒丕、嗣丹王李允以盐州六都兵保护唐昭宗出启夏门，逃到南山。派遣李戒丕、李允与供奉官王鲁纡前赴河中，催促李克用下令开进军队。八月，李克用击败王行瑜，昭宗再派李戒丕、李允传谕李克用，命令暂且赦免李茂贞，全力讨伐王行瑜。昭宗命延王李戒丕、丹王李允拜李克用为兄长。李克用撤军后，昭宗返回京师，在左、右神策军外，又置安圣军、捧宸军、保宁军、宣化军等军队，挑增补几万人，命令嗣丹王李允与嗣延王李戒丕等诸王统领。
乾宁三年（896年）七月，李茂贞进军逼近京师长安，七月十七日，昭宗逃到华州。乾宁四年（897年）八月，韩建诬陷诸王谋逆，与知枢密刘季述发兵围攻十六宅，韩建把通王李滋（通王李谌后代）、沂王、睦王李倚、济王（济王李環后代）、韶王（韶王李暹后代）、皇叔祖彭王李惕、嗣韩王李克良（韩王李迥后代）、陈王（陈王李珪或李成美后代）、覃王李嗣周、延王李戒丕、丹王李允十一王裹挟到华州西部的石堤谷，全部杀掉，然后奏报唐昭宗说十一王因谋反而被处死。